# Špehovka
Špehovka je zelo nasitna sladica slovenske kuhinje.